# Успенские
 Успенские  — деревня в Санчурском муниципальном округе Кировской области.

## География
Расположена на расстоянии примерно 24 км по прямой на запад от райцентра поселка Санчурск.

## История
Известна с 1891 года как починок Успенский, в котором было в 1905 году отмечено дворов 55 и жителей 360, в 1926 (деревня Успенская) 94 и 441, в 1950 105 и 401, в 1989 78 жителей. Настоящее название утвердилось с 1950 года. С 2006 по 2019 год входила в состав Люмпанурского сельского поселения.

## Население
Постоянное население составляло 40 человек (русские 100%) в 2002 году, 3 в 2010.

## Известные уроженцы
Подузов Вячеслав Филиппович (1921—1992) — советский деятель сельского хозяйства. Директор лесозавода (1955—1960), председатель колхоза «Новый путь» (1960—1982), начальник районного управления Моркинского района Марийской АССР (1982—1985). Дважды кавалер ордена Трудового Красного Знамени (1966, 1971). Участник Великой Отечественной войны. Член ВКП(б) с 1943 года.